# بریتانیک (فیلم ۲۰۰۰)
بریتانیک (به انگلیسی: Britannic) یک فیلم تلویزیونی ژانر درام، فاجعه، جاسوسی، حماسی به کارگردانی برایان ترنچارد-اسمیت محصول ژانویه ۲۰۰۰ می‌باشد این فیلم دربارهٔ داستان غرق شدن کشتی اچ‌ام‌اچ‌اس بریتانیک در نوامبر ۱۹۱۶ است.
ترنچارد اسمیت می‌گوید این فیلم بهترین سه فیلم فاجعه ای است که او در این زمان ساخته‌است.

## داستان
در ۱۹۱۶ در ساوتهمپتون، اچ‌ام‌اچ‌اس بریتانیک خواهر کشتی تایتانیک، به عنوان یک کشتی بیمارستان برای سربازان متفقین که در کمپین گالیپولی جنگیده‌اند، اعزام شده‌است. از جمله پرستارانی که می‌توانند از آنجا وی را خدمت کنند، لیدی لوئیس (ژاکلین بیست) است که از طریق ناپل به یونان تحویل داده می‌شود، جایی که همسرش سفیر انگلیس شد. ورا کمپبل (آماندا رایان) با او سفر می‌کند، یک جاسوس اطلاعاتی انگلیس است که به عنوان قاطعیت لیدی لوئیس مطرح است. او نگرانی‌های سفر است، پس از جان سالم به در تایتانیک را غرق شدنچهار سال قبل، همسر خود را نیز در آن از دست داد. او مأموریت خود را به کاپیتان بارتلت (جان رایس دیویس) گزارش می‌دهد که مشکوک است که یک زن می‌تواند چنین کارهایی را انجام دهد.
یک جاسوس آلمانی سوار بریتانیایی شده‌است که بعنوان کلیسای خود، چاپلین رینولدز (ادوارد آتترتون) شناخته می‌شود و به زودی کشف می‌کند که او مخفیانه حمل مقادیر زیادی سلاح و مهمات برای قاهره را در اختیار دارد. طبق مقررات جنگ، رینولدز اقدامات خود را علیه وی قانونی می‌داند و یکسری اقدامات خرابکارانه را برای به دست گرفتن یا غرق کردن وی آغاز می‌کند، از جمله تحریک استوکرهای ایرلندی، همه اعضای اخوان جمهوری‌خواه ایرلند، به جنایت است.
هر تلاش خرابکاری توسط کمپبل - با همکاری نهایی خدمه Britannic - خنثی می‌شود. غافل از اینکه مسئولیت این امر را برعهده دارد، رینولدز می‌یابد که در حالی که سفر ادامه می‌یابد، به سمت خود جذب می‌شود. در حالی که وقت خود را با هم می‌گذرانند، عاشق می‌شوند و او قبل از کشف هویت واقعی خود با او رابطه جنسی برقرار می‌کند. کمپبل با او در اتاق موتورخانه روبرو می‌شود که به او می‌گوید قصد دارد کشتی را غرق کند.
رینولدز ضربات یک سوراخ در به بریتانیا را پورت تعظیم طرف. این کشتی سعی می‌کند تا هفت مایل دورتر از جزیره کای قایقرانی کند اما عملیات ساحل زدن باعث می‌شود او حتی سریعتر غرق شود. کمبل کشف کرد که ویلیام، یکی از فرزندان لیدی لوئیس، ناپدید شده‌است. رینولدز به او کمک می‌کند و آنها موفق می‌شوند قبل از پایین آمدن ویلیام را به یک قایق نجات دهند. انفجار گسترده دیگر باعث می‌شود رینولدز در یک اتاق سیل به دام بیفتد. کمپبل به او کمک می‌کند تا فرار کند و آنها از طریق کشتی، شنا کردن در اتاق‌های سیلاب، دریچه‌ها، چاله‌ها و راهروها، در نهایت آن را با شنا در داخل محوطه سنگفرش و بالا رفتن از آن روی یک قایق نجات خالی که قبلاً درون آب فرورفته بود، در خارج از خانه قرار دهند. متصل به طناب‌های آن به دیواره‌ها.
کمپبل و رینولدز متوجه یک قایق نجات پر از مردم وارد شدن به هنوز در حال چرخش کشیده ملخ. آنها وحشت را تماشا می‌کنند که اطراف آن و سرنشینان آن توسط تیغه‌های چرخان خرد می‌شوند. رینولدز کمپبل را به خطی که از یک قایق نجات در نزدیکی به آنها پرتاب شده‌است، پیوند می‌زند. علی‌رغم اعتراض‌های وی مبنی بر اینکه هر دو می‌توانند به امنیت درآیند، وی پس از بوسیدن او را به دریا می‌اندازد. خیلی زود پس از آن، طناب‌های قایق نجات خراب می‌شوند و شروع به مکیدن پروانه‌ها می‌کنند. رینولدز تصمیم می‌گیرد خودکشی کند و در کنار قایق نجات بماند زیرا در اثر تیغ‌ها خرد می‌شود. چند لحظه بعد، بریتانیایی به سرعت در حال چرخیدن است و باعث می‌شود که قایق‌ها و ماشین آلات عرشه او هنگام غرق شدن در زیر امواج، وارد دریا شوند. یک خیال انگلیسی، HMS ویکتوریا (که پیش از کمک کرد به بریتانیا دفع زیردریایی حمله)، می‌رسد به نجات بازماندگان. کمپبل با تأمل بر تجربه خود، شعر "رول کن، تو …" از زیارت چایلد هارولد توسط لرد بایرون نقل می‌کند.

## بازیگران
- ادوارد آتترن در نقش چاپلین رینولدز
- آماندا رایان در نقش ورا کمپبل
- ژاکلین بیست در نقش لیدی لوئیس
- بن دانیلز به عنوان تاونزند
- جان رایس دیویس به عنوان کاپیتان چارلز آلفرد بارتلت
- بروس پین به عنوان دکتر بیکر
- الکس فرنس به عنوان استوکر ایوانز
- ایلانور اوکلی در نقش سارا لوئیس
- آرچی دیویس در نقش ویلیام لوئیس
- اد استوبارت به عنوان میفیلد
- آدام برهام به عنوان اپراتور رادیویی بریتانیک
- دیوید لامسدن به عنوان اپراتور رادیو آلمان
- گرگ کاهلر به عنوان کاپیتان کروگر
- فیلیپ رام به عنوان یورگنز
- دانیل کوونان به عنوان سیموس
- دانیل تاتاترسکی به عنوان مارتین
- مارتین ساویج به عنوان سوئینی
- Francis Magee به عنوان ریلی
- Niven Boyd به عنوان کاپیتان هلم
- دیوید بیگ به عنوان دریانورد مسلح
- جان اتکین به عنوان گارد
- شان بیکر در نقش سرهنگ مارستون